# Attarnaatsoq
Attarnaatsoq [ˌatːɑˈnːaːt͡sːɔq] (nach alter Rechtschreibung Átarnaitsoĸ, auch Attarnaatit) ist eine grönländische Schäfersiedlung im Distrikt Narsaq in der Kommune Kujalleq.

## Lage
Attarnaatsoq liegt am Tunulliarfik 4,1 km nordwestlich von Igaliku. Nur 2,6 km südlich liegt die Schäfersiedlung Uummannartuuaraq. Die Siedlung liegt im UNESCO-Weltkulturerbe Kujataa und weist Ruinen der Grænlendingar auf.

## Bevölkerungsentwicklung
Attarnaatsoq ist erst seit 1983 bewohnt. Seither bewegt sich die Einwohnerzahl zwischen einer und vier Personen. Einwohnerzahlen der Schäfersiedlungen sind letztmals für 2013 bekannt. Attarnaatsoq wird statistisch unter "Farmen bei Narsaq" geführt, wenngleich es viel näher an Igaliku liegt.